# Jiřina Čermáková
Jiřina Čermáková, född 17 november 1944 i Prag, Tjeckien, död 17 november 2019, var en tjeckoslovakisk landhockeyspelare.
Hon tog OS-silver i damernas landhockeyturnering i samband med de olympiska landhockeytävlingarna 1980 i Moskva.